# Westdiep (F911)
Westdiep (F911) je fregata iz klase fregata Wielingen koja je bila u službi belgijske mornarice. Izgrađena je 8. prosinca 1975. u antwerpenskom brodogradilištu John Cockerill dok je porinuta u more 20. siječnja 1978. Svečanoj ceremoniji porinuća broda nazočila je princeza Astrid kao njegova kuma. Fregati je dodijeljen broj F911 te je do 2007. godine služila matičnoj mornarici. Brod je 1993. sudjelovao u NATO-voj Operaciji Oštra budnost čime je tadašnjoj Jugoslaviji nametnuta pomorska blokada. Od ostalih misija, fregata je 15. travnja 2006. uključena u sastav multinacionalnih mornaričkih snaga Task Force 150.
Fregata je kasnije prodana Bugarskoj te je stacionirana u mornaričkoj bazi u Burgasu. Ondje je preimenovana u Gordi (bug. Горди, hrv. Ponosan) a fregata Wielingen u Verni (bug. Верни, hrv. Odan) te joj je dodijeljen broj 43. Samoj ceremoniji prisustvovali su tadašnji bugarski i belgijski ministri obrane. Bugarska je od Belgije kupila ukupno tri fregate iz te klase kao i jednog minolovca iz klase Tripartite. Riječ je o procesu modernizacije bugarske mornarice gdje je na fregate Gordi i Verni te spomenuti minolovac potrošeno 54 milijuna eura.

## Galerija slika
- Westdiep (F911) u Zeebruggeu.
- Westdiep (F911) u Brestu.
- Westdiep (F911) i Wielingen (F910).
- Pogled na stražnju stranu Westdiepa i Wielingena.

## Vanjske poveznice
- A Compendium of Armaments and Military Hardware (Routledge Revivals)